# Dendropsophus garagoensis
Dendropsophus garagoensis är en groddjursart som först beskrevs av Kaplan 1991.  Dendropsophus garagoensis ingår i släktet Dendropsophus och familjen lövgrodor. IUCN kategoriserar arten globalt som livskraftig. Inga underarter finns listade i Catalogue of Life.